# Escobar (azienda)
La Escobar Inc. è una holding multinazionale conglomerata con sede a Medellín, in Colombia. Fondata il 1º maggio 1984 da Pablo Escobar, il giorno dopo l'omicidio del ministro della giustizia colombiano Rodrigo Lara Bonilla come strumento per incanalare grosse somme di denaro fuori dalla Colombia con l'aiuto di suo fratello Roberto de Jesús Escobar Gaviria. L'azienda è conosciuta per la gestione e la leadership di Roberto de Jesús Escobar Gaviria, in qualità di fondatore, e di Olof K. Gustafsson, come amministratore delegato.

## Storia
La Escobar Inc. fu fondata il 1º maggio 1984 da Pablo Emilio Escobar Gaviria, il giorno dopo l'omicidio del ministro della giustizia colombiano Rodrigo Lara Bonilla come strumento per incanalare grosse somme di denaro fuori dalla Colombia con l'aiuto di suo fratello Roberto de Jesús Escobar Gaviria. L'azienda contribuì al riciclaggio di più di 420 milioni di dollari a settimana di profitti di Pablo Escobar. L'azienda e le sue attività furono sequestrate quando Roberto Escobar si arrese alle autorità l'8 ottobre 1992.

## Il riassorbimento dell'azienda nel 2014
Roberto de Jesús Escobar Gaviria riprese il controllo dell'azienda nel 2014 a Medellín, in Colombia con Olof K. Gustafsson come principali dirigenti, con l'impegno di acquisire e mantenere il controllo del brand Pablo Escobar e della Famiglia Escobar. L'azienda riuscì a depositare i diritti di successore delle proprietà del fratello, in California, USA. L'azienda depositò e ottenne anche 10 marchi con licenza dell'ufficio brevetti e marchi degli Stati Uniti.

## Controversie

### Netflix Inc.
Il 1º luglio 2016, la Escobar Inc. inviò a Netflix Inc. una lettera riguardo alla serie TV Narcos, chiedendo 1 miliardo di dollari di risarcimento per l'utilizzo di contenuto non autorizzato. L'11 settembre 2017 Carlos Muñoz Portal, un responsabile dei sopralluoghi per le location di Netflix fu assassinato nella sua macchina in Messico. Roberto Escobar negò ogni coinvolgimento e si offrì di procurare dei guardaspalle come security per Netflix. Il 6 novembre 2017 la Escobar Inc. e la Netflix Inc. chiusero la controversia per una somma sconosciuta.

### Donald J. Trump
L'11 aprile 2016, prima delle elezioni presidenziali USA del 2016 il Washington Post con l'aiuto dei laboratori Zignal riportò che l'amministratore delegato della Escobar Inc. Olof K. Gustafsson aveva aiutato il candidato repubblicano Donald J. Trump a ottenere followers sui social contribuendo all'enorme aumento della presenza di Donald J.Trump sui social. L'8 gennaio 2019 lanciò insieme a Roberto de Jesús Escobar Gaviria una raccolta fondi da 50 milioni di dollari su GoFundMe nel tentativo di ottenere l'impeachment al Presidente Donald J. Trump. Dopo avere raccolto 10 milioni di dollari in 10 ore la pagina fu rimossa dalla piattaforma GoFundMe.

### Elon Musk e The Boring Company
Nel luglio 2019, Escobar Inc. inizia a vendere una torcia a propano fatta per somigliare a un lanciafiamme e accusa l'amministratore delegato di The Boring Company, Elon Musk di furto di proprietà intellettuale, sostenendo che l'oggetto promozionale di The Boring Company Not-a-Flamethrower (non un lanciafiamme) fosse basato su un progetto che Roberto de Jesús Escobar Gaviria aveva discusso nel 2017 con un ingegnere collegato a Musk. Attraverso i media, Escobar Inc. offrì pubblicamente a Musk di risolvere la controversia per 100 milioni di dollari in contanti o azioni della Tesla, o in alternativa di usare il sistema giudiziario per diventare il nuovo amministratore delegato della Tesla, Inc.